# Thalassocyon tui
Thalassocyon tui is een slakkensoort uit de familie van de Thalassocyonidae. De wetenschappelijke naam van de soort is voor het eerst geldig gepubliceerd in 1967 door Dell.